# Hugo Grenier
Hugo Grenier (* 23. März 1996 in Montbrison) ist ein französischer Tennisspieler.

## Karriere
Grenier spielte keine Turniere als Junior. 2013 spielte er erste Turniere, ein Jahr später sprang er erstmals in die Top 1000 der Tennisweltrangliste. Er spielte fast ausschließlich Turniere auf der ITF Future Tour, sein erstes Turnier auf der ATP Challenger Tour absolvierte er 2015 in Saint-Rémy-de-Provence und verlor zum Auftakt. 2015 und 2016 gewann er drei Future-Titel im Doppel und kam im November 2016 mit Platz 576 auch auf seinen Bestwert. Im Einzel steigerte er sich sukzessive weiter und kam zu seinem ersten Titel 2017; das Jahr schloss er auf Platz 411 ab.
2018 spielte er erstmals mehr Challengers als Futures und erreichte in Lille sein erstes Challenger-Viertelfinale. Auch in diesem Jahr steigerte er sich um 60 Plätze, wenn auch er keine Titel gewinnen konnte. Das änderte sich 2019, als er bei fünf Future-Finals viermal den Titel gewinnen konnte. Grenier schaffte den Durchbruch nun auch auf der Challenger Tour. In Segovia zog er ins Halbfinale ein, das gelang ihm gleich Anfang 2020 in Bangkok erneut. Nach dem Erreichen seines neuen Karrierebestwert von Platz 237 im März 2020, ging er mit Platz 243 in die Corona-Pause. Danach gelang ihm in acht Hauptfeldern nicht mehr als die zweite Runde zu erreichen. Anfang 2021 spielt Grenier sein erstes Turnier der ATP Tour im türkischen Antalya. In der ersten Runde spielt er gegen einen Qualifikanten.

## Erfolge
| Legende (Anzahl der Siege) |
| Grand Slam                 |
| ATP Finals                 |
| ATP Tour Masters 1000      |
| ATP Tour 500               |
| ATP Tour 250               |
| ATP Challenger Tour (5)    |

### Einzel

#### Turniersiege
| Nr. | Datum              | Turnier                   | Belag         | Finalgegner         | Ergebnis        |
| --- | ------------------ | ------------------------- | ------------- | ------------------- | --------------- |
| 1.  | 14. November 2021  | Roanne                    | Hartplatz (i) | Hiroki Moriya       | 6:2, 6:3        |
| 2.  | 31. Juli 2022      | Segovia                   | Hartplatz     | Constant Lestienne  | 7:5, 6:3        |
| 3.  | 11. September 2022 | Cassis                    | Hartplatz     | James Duckworth     | 7:5, 6:4        |
| 4.  | 26. März 2023      | Les Franqueses del Vallès | Hartplatz     | Billy Harris        | 3:6, 6:1, 7:63  |
| 5.  | 23. Juli 2023      | Pozoblanco                | Hartplatz     | Juan Pablo Ficovich | 6:74, 6:2, 7:63 |